# 政經傳媒
政經傳媒有限公司，簡稱政經傳媒、EPM，是臺灣的網路媒體公司，2019年5月8日由媒體人彭文正創辦，總部設於台北市，負責人現遭通緝。

## 大事紀
- 2019年5月1日，網路政論節目《政經關不了》首播，專訪前白宮首席策略師、美國總統唐納·川普之親信史蒂芬·巴農，吸引6500多人同步線上觀看，YouTube頻道上線不到兩天，訂閱數就超過兩萬[1]。同時，更吸引主流媒體爭相報導。[2][3][4][5][6][7][8][9][10]。
- 2019年5月8日，彭文正宣布成立政經傳媒有限公司，並擔任董事，總部設於臺北市大安區敦化南路一段190巷38號5樓。[11]
- 2019年6月，政經傳媒成立網路媒體《呷新聞》，取代已在同年4月被民間全民電視公司永久關閉的《讀報》。「呷新聞」諧音「假新聞」，諷刺民主進步黨及其支持者把所有對該黨不利的新聞一律視為假新聞。
- 2020年3月18日，針對蔡英文學位門，政經傳媒首部英語紀錄片《論文門醜聞》（LSE Thesis-Gate Scandal）於YouTube上線[12]。
- 2020年7月27日，政經傳媒首次舉辦「台灣正名制憲國際線上座談會」，彭文正主持，要求民進黨兌現台獨黨綱[13]。
- 2021年1月1日，政經傳媒搬遷至臺北市大安區仁愛路三段125號6樓（康莊大樓）。
- 2022年10月，政經傳媒成為亞洲出版業協會會員。

## 旗下事業
- 網路媒體《呷新聞》
- 政論談話性節目《政經關不了》（彭文正主持）
- 國際新闻节目《政經全球新聞》（周子愉主持）
- 政論談話性节目《蕭婆來了》（蕭曉玲主持）（已停播）
- 軍事节目《呂戰呂勝》（呂禮詩主持）（已停播）
- 個人政論節目《黃sir笑華》（黃華主持）（已停播）
- 心理學節目《Joe是心理學》（程大洲主持）（已停播）
- 政治戲仿節目《政客心內話》 （已停播）
- 網路廣播節目《高談闊倫聊天室》（高玉林、謝昀倫主持）

## 外部連結
- 官方网站（繁體中文）
- 政經+的Facebook專頁
- YouTube上的政經+頻道
- 台灣公司資料 （页面存档备份，存于）